# Wrixonia
Wrixonia es un género con dos especies de plantas con flores perteneciente a la familia Lamiaceae. Es un endemismo de Australia (Estados de Western Australia y Northern Territory.
- Nota: Como resultado de recientes estudios citológicos y con el fin de conservar el género Prostanthera monofilético, Wrixonia ha sido reducido a un sinónimo de este último.[3][4][5][6]

## Taxonomía
El género ha sido creado por Ferdinand von Mueller y publicado en Fragmenta Phytographiae Australiae, vol. 10, p. 18, 1876, con Wrixonia prostantheroides (hoy Prostanthera prostantheroides) como especie tipo. Tipo no figurado.
Etimología
- Wrixonia: género dedicado a Henry John Wrixon (1839-1913), abogado y político, Attorney-General of Victoria (Australia) (fiscal General del Estado de Victoria, Australia) de 1886 hasta 1890, y administrador de la Public Library, Museums and National Gallery en 1902.

## Especies anteriormente aceptadas
- Wrixonia prostantheroides F.Muell.
- Wrixonia schultzii (F.Muell. ex Tate) Carrick